# Rampla Juniors
Rampla Juniors Fútbol Club, (Rampla Juniors), är en professionell fotbollsklubb i Montevideo, Uruguay. Klubben grundades 7 januari 1914 och spelar sina hemmamatcher på Estadio Olímpico. Laget spelar Uruguays högstaliga, Primera División som de vann 1927.